# Мухопад, Алексей Андреевич
Алексей Андреевич Мухопад — советский хозяйственный, государственный и политический деятель.

## Биография
Родился в 1932 году. Член КПСС. Окончил Новосибирский зоотехнический техникум и Шушенский сельскохозяйственный техникум.
В 1949—1986 гг.:
- охотовед Байкитского райрыболовпротребсоюза,
- секретарь Байкитского районного комитета ВЛКСМ,
- инструктор, заведующий Отделом Байкитского районного комитета КПСС,
- инструктор, заведующий Отделом Эвенкийского окружного комитета КПСС,
- 2-й секретарь Тунгусско-Чунского районного комитета КПСС,
- начальник Эвенкийского окружного управления сельского хозяйства,
- председатель Исполнительного комитета Эвенкийского окружного Совета,
- председатель Исполнительного комитета Шушенского районного Совета,
- 1-й секретарь Шушенского районного комитета КПСС,
- начальник Красноярского краевого управления культуры.

Делегат XXV съезда КПСС.
Супруга — Мухопад (в девичестве Полынцева) Валентина Васильевна, учитель русского языка литературы. 
Умер в 2016 году.